# Nobby and the Pearl Mystery
Nobby and the Pearl Mystery è un cortometraggio muto del 1913 diretto da W.P. Kellino.

## Produzione
Il film fu prodotto dalla EcKo.

## Distribuzione
Distribuito dall'Universal Pictures, il film - un cortometraggio di 168 metri - uscì nelle sale cinematografiche britanniche nel novembre 1913.